# سوار زره‌پوش

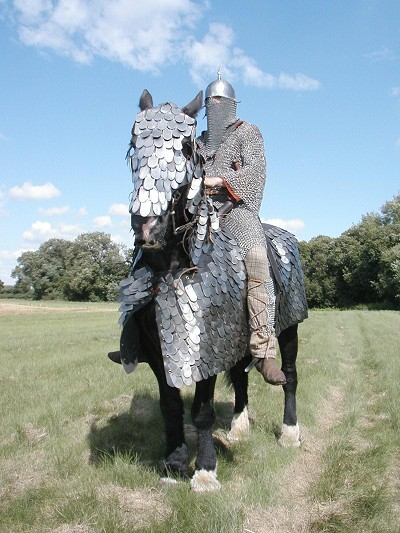
بازآفرینی سوار زره پوش عصر ساسانی که سرتاسر بدن سوار و اسب با جوشن پوشانده شده است.

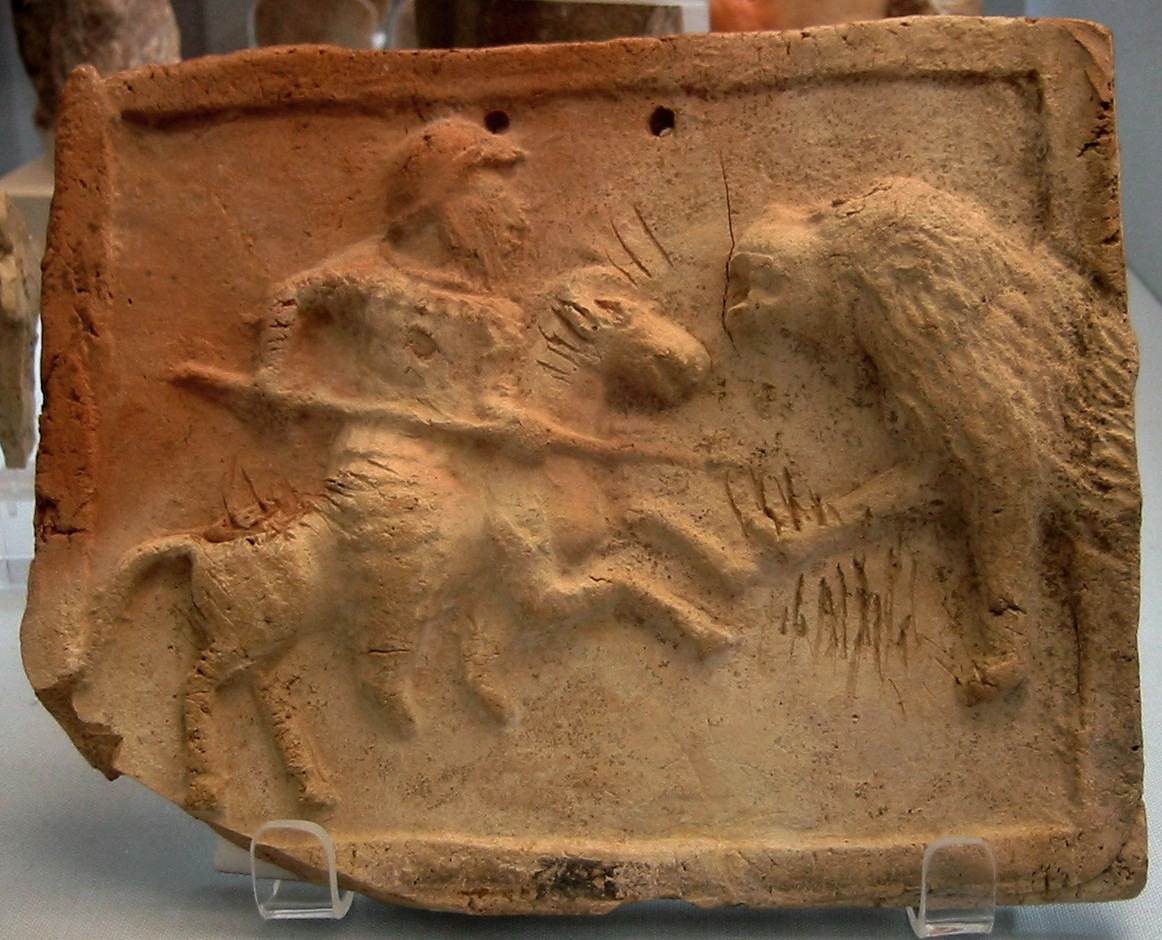
زره پوش (کاتافراکت) پارتی در نبرد با یک شیر. موزه بریتانیا

سواران زره‌پوش یا کاتافراکت‌ها (به یونانی: κατάφρακτος) سواره‌نظام سنگین‌اسلحهٔ زبده‌ای بودند که وظیفهٔ اصلی‌شان درهم شکستن پیاده‌نظام و ازبین بردن آرایش سواره‌نظام‌های سبک بود، هرچندکه ممکن بود گاهی به‌عنوان نیروهای تهاجمی نیز به‌کار گرفته شوند. برخی مورخان آنها را اولین شهسواران (شوالیه‌های) دنیا می‌دانند، چراکه از زره‌های سنگین و براق اشرافی بهره می‌بردند. ایرانیان به‌مدت حدود ۱۲۰۰ سال از دوران باستان تا قرون وسطی، از شهسواران زره‌پوش (اسواران) بهره بردند. 
سواران ز‌ره پوش با شوالیه‌ها در سده‌های میانه تفاوتی داشتند و آن این بود که ایشان دارای آن نقش اجتماعی آیندهٔ شوالیه‌ها نبودند. در تاریخ، هخامنشیان، گوگوریویی ها، اشکانیان، سرمتی‌ها، ساسانیان، ارمنی‌ها، سلوکیان، پرگامون‌ دودمان هان ، دودمان یوآن و بیزانسی‌ها از سواران زره‌پوش بهره می‌برده‌اند.

## واژه‌شناسی
واژهٔ کاتافراکت از دو بخش κατά به معنای سراسر و φρακτός به معنای پوشیده، پاس‌داشته پدیدآمده و معنای زره‌پوش را می‌دهد.
گریوپنور (grīwbānar <*grīwbānwar <*griva-pāna-bara*) نام شکل دیگر کاتافراکت است که از واژهٔ پهلوی «گریوبان» یعنی «محافظ گردن» –اشاره به کلاه‌خود‌– ریشه گرفته‌است.

## پیشینه و حضور در جنگ‌ها

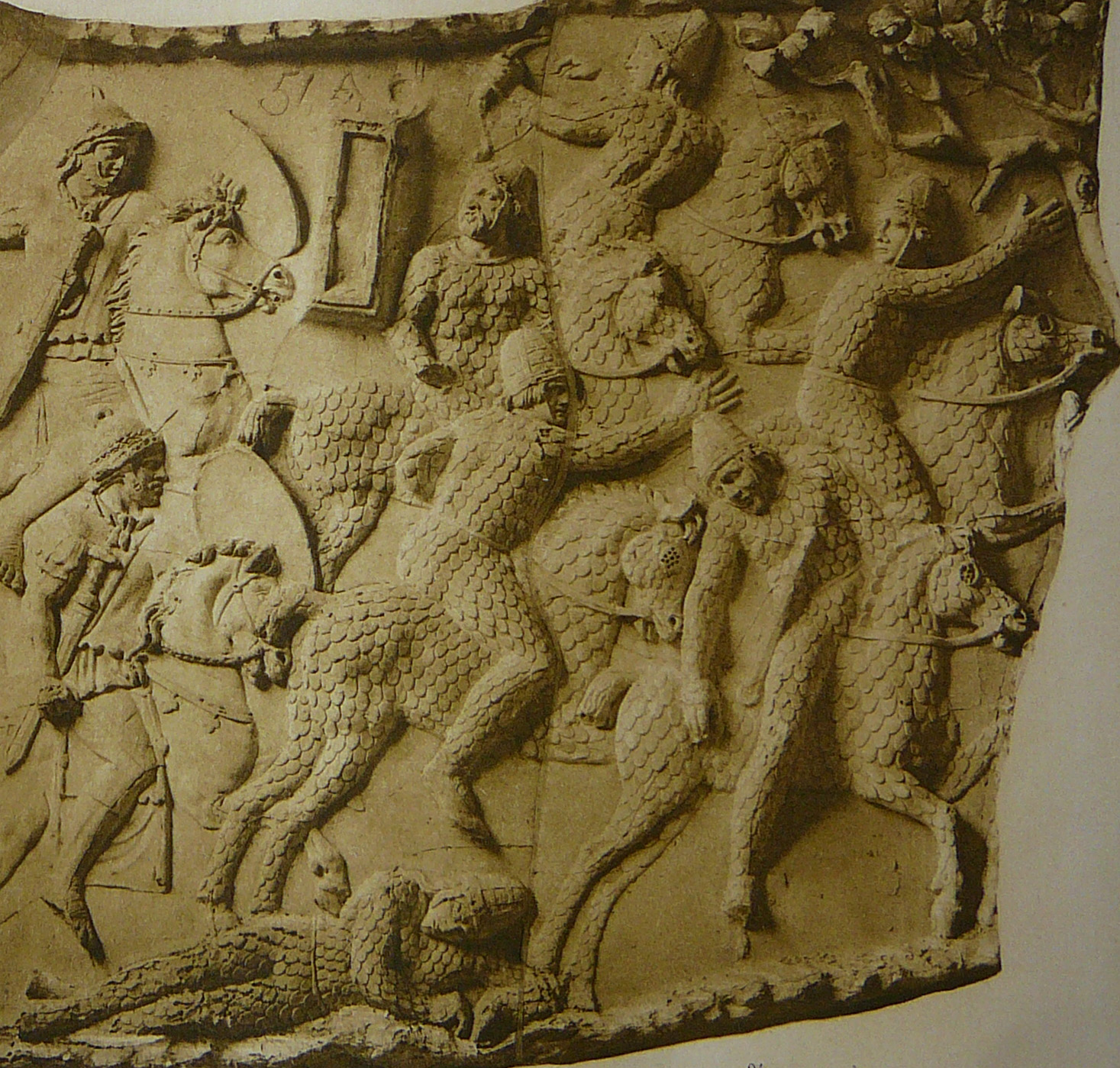
آثار اثبات زره پوشی

ارتش ایرانیان از اوایل قرن ششم پیش از میلاد و سراسر دوران هخامنشیان از شوالیه‌های سنگین اسلحه بهره می‌جست. کوروش بزرگ (قدرت: ۵۵۹ تا ۵۳۹ پیش از میلاد) دریافت که برای پیروزی‌های قاطع‌تر و مؤثرتر در آسیای مرکزی و خاورمیانه باید از شوالیه‌های سواره‌نظام استفاده کند. هشتاد درصد ارتش او پیاده نظام بودند و بیست درصد باقی‌مانده شوالیه‌های سواره نظام. در اوایل دوران هخامنشیان بیشتر سپاه ایران سبک اسلحه بودند. آن عده‌ای که سنگین اسلحه‌تر بودند، چرم ضخیم و جوشن در بر می‌کردند. با کمک این ارتش، ایرانیان می‌توانستند بر شاهنشاهی عظیمی که از هند تا یونان گسترش یافته بود تسلط داشته باشند.
بالاخره در دوران داریوش بزرگ در سال ۴۹۰ پیش از میلاد ایرانیان اولین بار در نبرد ماراتن شکست خوردند اما تنها پس از شکست خشایارشا در جنگ‌های ایران و یونان بود که ایرانیان دریافتند نیاز به تحولی در ارتش خود دارند. اردشیر سوم هخامنشی (۳۵۸ تا ۳۳۸ پیش از میلاد) دست به اصلاحات گسترده‌ای در ارتش اواخر دوران هخامنشی زد و آن را به سمت سنگین اسلحه شدن سوق داد. اولین کاتافراکت‌های واقعی در این دوران به کار گرفته شدند که متشکل از اشراف ایرانی بود و به عنوان نیروهای ویژه عمل می‌کردند. این سلحشوران با زره‌هایی پوشیده شده بودند و نکته جالب توجه در مورد آن‌ها این است که حتی اسب‌های این زره پوشان ایرانی نیز با زره محافظت می‌شدند. این ویژگی بعد از ورود اسکندر مدتی پدیدار نبود تا اینکه در اواخر قرن سوم پیش از میلاد مسیح از سوی پارتیان (اشکانی‌ها)، دولت یونانی بلخ و سکاها احیا شد. جنبه جالب توجه دیگر سواران زره‌پوش هخامنشی این است که از سرمتی‌ها و سکاها تأثیر بسیار یافتند که البته این‌ها هم مردم چادرنشین ایرانی نژاد بودند. به نظر می‌رسد که سکاها پادشاهی تحت حاکمیت یا حداقل در سایه عظمت شاهنشاهی هخامنشیان ایران بودند.
اولین استفاده از سواران زره‌پوش جنگ گوگمل در ۳۳۱ قبل از میلاد بود که شاهنشاه ایرانی داریوش سوم در مقابلِ سردار و پادشاه مقدونی، اسکندر قرار گرفت. “آریان” مورخ گزارش می‌کند در جریان نبرد، داریوش سوم در میان گارد پیاده‌نظام جاویدان خود بود و سواره‌نظام‌های زره‌پوش هم در سمت راست وی ایستاده بودند. علی‌رغم وجود این نیروهای ویژه، ایرانیان نتوانستند اسکندر و سواره‌نظام همراه او را شکست دهند. گفته می‌شود این سوارکارها در قیاس با زره پوش‌ها سبک اسلحه‌تر بودند. می‌توان گفت علت شکست سپاه عظیم داریوش سوم کمبود انضباط و روحیه‌شان در قیاس با جنگجویان سپاه اسکندر بود. برای همین سواران زره‌پوش ایرانی طی چند سده بعدی در دوران اشکانی‌ها به اصلاح و تحول ادامه دادند.

## سواران زره پوش در خدمت اشکانیان
اسکندر در ۲۵ سالگی قدرتمندترین پادشاهی روی زمین را از بین برد. او در ادامه فتوحاتش به هند رسید هرچند که به شهر بابل عقب نشینی کرد و در سال ۳۲۳ قبل از میلاد در آن جا به علت بیماری درگذشت. در بستر بیماری، فرماندهان و افسران تحت فرمانش از وی پرسیدند:”بعد از تو امپراتوری به چه کسی می‌رسد؟” و مشهور است که وی پاسخ داد “به قوی ترین!”. قلمرو گسترده وی بعد از مرگش صحنه کشمکش و بدبختی شد. فرماندهان وی در جنگ مشهور دیادوخوی علیه یکدیگر جنگیدند. در پایان جنگ، بخش بزرگ شاهنشاهی هخامنشی به سلوکوس یکم رسید که در بردارنده میانرودان (عراق)، ایران، سوریه و بخش‌های جنوبی آناتولی از آسیای کوچک بود. بطلمیوس یکم ژنرال دیگر ارتش اسکندر، مصر، لیبی، یهودیه (اسرائیل جنوبی) و کیلیکیه (جنوب ترکیه امروزی) را تصاحب کرد و قلمرو کاساندر دربردارنده مقدونیه و تراکیه (شمال یونان) بود.
اشکانیان (۲۵۰ قبل از میلاد تا ۲۲۴ پس از میلاد) در حدود ۲۵۰ پیش از میلاد از شمال خاوری ایران به این سرزمین وارد شده و امپراتوری خود را در سراسر ایران گسترش دادند. رهبر اشکانی‌های ایرانی، شخصی با نام اشک بود که ارتش خود را از ترکمنستان و خراسان امروزی وارد سرزمین ایران کرد. اشکانی‌ها تاکتیک “شوک” را در سپاه تمام سواره نظام خود توسعه داده بودند. به این ترتیب که ابتدا زره‌های دشمن را با شلیک تیرهای فراوان تکه تکه می‌کردند و سپس حمله سواران زره‌پوش کار را تمام می‌کرد. این سواران زره پوش به وسیله جوشن‌های فلزی (با حلقه‌های فلزی در هم تنیده)، زره‌های سینه پوش و زره‌های پولکی محافظت می‌شدند. آن‌ها همچنین نیزه‌های مشهور کنتوز را به کار می‌بردند که در میان ایرانیان باستان کاربرد زیادی داشت. نیزه زنی احتمالاً راه را برای استفاده از جنگ افزارهایی چون شمشیرها و گرزهای بلند ایرانی همواره می‌ساخت. این جنگ‌افزار بسیار به جنگ‌افزارهایی که چندین سده بعد اروپائیان در قرون وسطی استفاده می‌کردند شباهت داشت. بیشتر ارتش قدرتمند و مؤثر اشکانی از سواره‌نظام‌هایی تشکیل شده بود که کمانداران سواره‌نظام آن و تیرهای سبکی که شلیک می‌کردند می‌توانست سپر و زره دشمنانش را هم سوراخ کند.
اشکانی‌ها بیشتر ایران را از چنگ سلوکیانی درآورد که با مشکلاتی چون درگیری با مصری‌ها و باختری‌ها دست و پنجه نرم می‌کردند. سلوکیان عمدتاً از آرایش فالانژ پیروی می‌کردند که یک مجموعه درهم فشرده مستطیل شکل از پیاده نظام‌های سنگین اسلحه بود. این آرایش سربازان در حمله رو به جلو بسیار مؤثر است ولی از پشت و جانب آسیب‌پذیر بوده و سوارکاران کماندار اشکانی می‌توانستند به راحتی آن‌ها را دور زده و قتل‌عام کند.
آن گاه سواران زره‌پوش می‌توانستند به آسانی وارد بدنه ضعیف شده سربازان سلوکی شده و باقیمانده آن‌ها را از بین ببرد. سواره‌نظام‌های سلوکی نیز در برابر سواران زره‌پوش اشکانی کارآیی نداشتند و به سادگی شکست می‌خوردند چرا که زره‌های سلوکیان در برابر نیزه‌های سنگین کنتوز مقاومتی نداشتند و حتی سواره‌نظام سنگین سلوکیان درهم شکسته می‌شدند و در مقابل، زره سواران زره‌پوش نفوذ ناپذیر می‌نمودند. سلوکی‌ها از فیل‌های جنگی نیز برای استفاده علیه اشکانیان استفاده کردند اما اشکانی‌ها به سادگی چشم و پاهای فیل‌ها را به رگبار گلوله می‌بستند تا این که فیل‌ها با وحشت فرار کرده و آنگاه سواران زره‌پوش به حیوان‌ها حمله می‌کردند تا به آرایش نظامی خود سلوکی‌ها حمله ببرند.
استفاده از سواران زره‌پوش پیروزی‌های بسیاری را برای اشکانی‌ها به ارمغان آورد که در نتیجه این پیروزی‌ها، امپراتوری در قرن اول پیش از میلاد بسیار ثروتمند و نیرومند گشت. این باعث شد ایران توجه ثروتمندترین فرد روم، مارکوس کراسوس را به خود جلب کند. وی تصمیم گرفت با حمله به اشکانی‌ها (پارتیان) و تصرف آن به “اسکندر ثانی” بدل شود؛ عنوان با‌شکوهی که بسیاری از رومی‌ها مشتاق به دست آوردن آن بودند. در سال ۵۳ پیش از میلاد کراسوس با ۳۵۰۰۰ لژیونر رومی و ۴۰۰۰ سوارکار سبک اسلحه و همراهی پسرش پوبلیوس به پارتیا (ایران دوران اشکانی) حمله کرد.
کراسوس در پیشروی خود به داخل سرزمین‌های ایران با مقاومتی روبرو نشده بود تا اینکه وقتی به نزدیکی شهر حران (جنوب شرقی ترکیه امروزی) رسید به نیروی نسبتاً کوچک اشکانی‌ها به فرماندهی سپهبد سورنای جوان برخورد کرد. ارتش سورنا در جنگ حران از ۹۰۰۰ اسب سوار کماندار و ۱۰۰۰ سوار زره پوش تشکیل شده بود. در این دوران این سواران که کاملاً زره پوش بودند و اسب‌هایشان هم نیمه زره پوش بود شهسوار/شوالیه هم خوانده می‌شدند. این اسب‌های پرتوان از نژاد نیسایی، بومی مناطق کوهستان زاگرس در غرب ایران بودند و توانایی حمل یک زره پوش سنگین اسلحه را بر پشت خود کنند. سواران زره‌پوش کلاهخودهای پولادین بر سر داشتند.
جالب اینجاست که اشکانی‌ها تلاش می‌کردند ارتش رومی‌ها را بترسانند و از ابتدا بر تعداد زیادی طبل توخالی می‌کوبیدند که صدای بلند و ناهنجار آن تا انتهای نبرد آرامش و تمرکز را از سربازان رومی می‌گرفت. آن گاه سورنا فرمان داد سواران زره پوش زره خود را با لباس پوشانده و سپس پیشروی کنند. وقتی به نزدیکی رومی‌ها رسیدند لباس‌ها را دور انداختند تا زره براق آن به یکباره چشم رومی‌ها را خیره کند. اما سورنا از اینکه این تاکتیک تأثیر چندانی بر رومی‌ها نداشت تعجب کرد! تاکتیک دیگر اشکانیان این بود که هزاران شتر که مرکوبشان پر از تیر بود با خود آورده بودند.
یک فراز جالب این نبرد وقتی بود که پوبلیوس ۱۳۰۰ سوارکار گل (فرانسه باستان) خود را به تعقیب سوارکاران کماندار اشکانی فرستاد و با سواران زره‌پوش سنگین اسلحه آن‌ها روبرو شد. سواران زره‌پوش سواره‌نظام سبک اسلحه پوبلیوس را تار و مار کردند. سربازان گلی با ناامیدی تلاش کردند بر پشت اسب‌های سواران زره پوش بجهند اما نیزهٔ سوارکاران زره‌پوش آن‌ها را به سیخ می‌کشید. در تاکتیک دیگری سربازان گل باقیمانده تلاش کردند سواران زره پوش را سرنگون کرده و از اسب فرود بیاورند که البته در این کار خطرناک خود موفق نشدند. در نبرد سواره‌نظام‌ها، پوبلیوس کشته شد و سرش را بر دیرکی نصب کردند.
کراسوس در حران به سختی شکست خورد و خود نیز کشته شد. تلفات رومی‌ها حدود ۲۰۰۰۰ نفر بود و ۱۰۰۰۰ نفر هم اسیر شدند که این نبرد را به یکی از سنگین‌ترین شکست‌های تاریخ روم بدل می‌کند. گفته می‌شود شاه ایران، ارد دوم طلای ذوب شده در گلوی جسد کراسوس ریخت و گفت “بگذارید به آرزوی دوران حیاتش برسد!” که در واقع تمسخر حریص بودن کراسوس است.

## سواران زره‌پوش در خدمت ساسانیان
سلسله اشکانیان به دست ساسانیان (۶۵۱-۲۲۴ میلادی) منقرض شد. نبرد نهایی که بسیار خونین بود در ۲۲۴ میلادی در هرمزگان رخ داد که اولین نبرد نیزه‌زنی تاریخ به‌شمار می‌رود. در جریان این نبرد اردوان پنجم اشکانی با اردشیر بابکان ساسانی، حاکم شورشی پارس – بعداً شاهنشاه- دوئل کرد که کشته شد و ساسانیان به پیروزی رسیدند.
ساسانیان سنت جنگاوری سواره‌نظام را که تحت حاکمیت اشکانیان به پیشرفت و غنای فراوان رسیده بود به ارث بردند. چون شاهنشاهی ساسانیان به مراتب سازمان یافته‌تر از اشکانیان بود، ارتش آن‌ها نیز در نتیجه مؤثرتر و قوی‌تر بود و تأثیرات بسیاری بر رقیبان گذاشت. این ارتش انواع گوناگونی داشت سوارانی با زره یک دست که تمام بدن را می‌پوشاند، سوارانی با زره‌هایی که ورقه‌های کلفت آهن به صورت مستطیلی بر آن سوار بود و سوارانی با زره فلسی(پولکی) و بالاخره سوارانی با زره حلقه‌ای بودند.
ساسانیان سواران زره‌پوش را توسعه و بهبود دادند. منابع رومی متعددی گزارش کرده‌اند سراسر بدن سواران زره پوش ساسانی با آهن ضخیم پوشیده شده بود. این پوشش آن‌ها را شبیه مجسمه آهنی متحرک می‌کرد که هم یک ابزار تخریب روانی و هم سلاح شوک‌آور به‌شمار می‌رفت. خیلی از گونه‌های سواران زره‌پوش تشکیل شدند، از جمله گارد سلطنتی پشتیگبان و ژاویدان (جاویدان). ساسانیان هم مانند پیشینیان خود از سواران زره‌پوش تقریباً در تمام نبردها استفاده می‌کردند که سه نمونه را برای نمونه می‌آوریم.
نمونه اول : محاصره آمد (۳۵۹) در طی هفتاد و دو روز محاصره شهر آمد که از سوی شاپور دوم هدایت می‌شد سپاه عظیمی از سراسر امپراتوری وی جمع‌آوری شدند. سواران زره‌پوش سنگین با قدرت تمام به دروازه‌های شهر حمله می‌کردند اما باران تیر، سنگ و زوبین بر سر آن‌ها می‌بارید که در نهایت بالاخره از زره آن‌ها عبور می‌کردند. اما به علت اراده محض شاپور دوم و نیروهای وی آمد سقوط کرد.
نمونه دوم: نبرد تیسفون (۳۶۳) که امپراتور روم ژولیان معروف به مرتد-چون به مسیحیت پشت کرده بود- ارتش ۶۰۰۰۰ نفره روم را در قلمرو ساسانیان پیش راند تا پایتخت امپراتوری، شهر تیسفون را ویران کند. در حالی که رومیان در بیرون از دیوارهای تیسفون چادر زده بودند، ایرانی‌ها حمله غافلگیرانه‌ای را ترتیب دادند و به وسیله پیاده نظام سنگین، سواران زره پوش و فیل‌ها به سربازان رومی که انتظار این حمله را نداشتند یورش بردند. سربازان رومی با شجاعت جنگیدند ولی در نهایت نبرد را واگذار کردند. آمیانوس مارسلینوس نویسد: “این اولین نبردی بود که سواره‌نظام پشتیگبان در آن شرکت داشتند”. پشتیگبان‌ها که سواره‌نظام‌های بسیار سنگین و نیرومندی بودند می‌توانستند با یک نیزه دو سرباز دشمن را به سیخ بکشند.
در اوایل قرن هفتم میلادی ساسانیان به استفاده از “سواره‌نظام کلیبیناری” روی آوردند که نام مستعارش “حامل اجاق” بود، چرا که به علت استفاده از زره‌های فراوان، در میدان نبرد در بحبوحه جنگ سرباز سواره‌نظام به شدت داغ می‌شد. ساسانیان حتی از سواران زره‌پوش فیل‌سوار نیز استفاده کردند که زره‌پوشان بر کجاوه بزرگی بر روی فیل قرار می‌گرفتند و به این ترتیب به سکوهای شلیک متحرکی بدل می‌شدند که می‌توانستند به مواضع دشمن هم هجوم ببرند. این سواره‌نظام‌ها با سواره‌نظام‌های اسب‌سوار شباهت داشته و می‌توانست به مناسبت موقعیت جنگی کمان یا نیزه به کار گیرند. سه یا چهار نفر بر کجاوه سوار می‌شدند که متشکل از فیلبان و پرتاب‌کننده‌های نیزه و کماندارانی بود که دشمنان را هدف قرار می‌دادند. قرار گرفتن بر پشت فیل آن‌ها را دست نیافتنی می‌ساخت و جوشن‌های حلقوی و زره‌های پولکی‌شان آن‌ها را در برابر پرتابه‌هایی چون تیر نفوذ ناپذیر می‌ساخت.
نمونه سوم: نبرد قادسیه علی‌رغم همه این تحولات نظامی، فرمانده ساسانی رستم فرخزاد در نبرد قادسیه (۶۳۵ میلادی) به سختی از سپاه اعراب شکست خورد. ارتش شصت‌هزار نفره ایرانیان عمدتاً به سه دسته تقسیم می‌شدند: پیاده‌نظام، سواره‌نظام سنگین یعنی دو گروه سواران زره پوش مسلح به زره و نیزه و سواره نظام سنگین کلیبیناری و دسته سوم هم فیل‌ها بودند که سپاهیان هندی هم خوانده می‌شدند. در برابر آن‌ها نیروی اعراب مسلمان به استعداد ۳۰۰۰۰ پیاده نظام و ۷۰۰۰ سواره نظام بود.
نبرد قادسیه چهار روز به درازا انجامید. در این چهار روز، نبرد شدید و خونینی درگرفت و از هر دو طرف، بسیار کشته شدند. سواران زره پوش ساسانی در روز چهارم که رستم کشته و سر از تنش جدا شد به سختی شکست خوردند. سواران زره پوش از کشته شدن فرمانده‌شان مطلع نبودند و آنقدر جنگیدند تا خط مقدم ساسانیان پس از یک نبرد دلیرانه در برابر اعراب شکسته شد. وقتی ساسانیان شنیدند که خطوط اصلی ساسانیان در هم شکسته شده و فرمانده‌شان هم کشته شده‌است از میدان فرار کردند و گلینوش (جالینوس) فرماندهی نیروهای باقیمانده ارتش ساسانی را برعهده گرفت. او کنترل پلی که بر نهر عتیق بسته شده بود را برعهده گرفت و موفق شد تعداد زیادی از ایرانیان را از آن پل به سلامت عبور دهد. امپراتوری ساسانی در سال ۶۵۱ میلادی به دست اعراب از بین رفت و آخرین پادشاه ساسانی یزدگرد سوم به دست یک آسیابان به قتل رسید.

## میراث سواران زره پوش
اعراب از سواران زره پوش به عنوان سربازان مزدور استفاده می‌کردند و مشهور است که دستمزدشان از سربازان عرب معمولی بیشتر بود. اصلی‌ترین و واضح‌ترین میراث سواران زره پوش ایرانی تأثیرشان بر اروپاییان بود. اروپاییان انگیزه یافتند که سواران زره پوش خود را بسازند که سواره نظام‌هایی بودند موسوم به شوالیه/شهسوار که مبنایشان افتخار، غرور و مهارت جنگی بالا بود. ریشه این شوالیه‌ها همان سواران زره پوش ایرانی بود و در تاکتیک‌ها و طراحی شان تغییر چندانی داده نشده بود تا این که در سده ۱۴۰۰ استفاده از باروت و سلاح‌های گرم فراگیر شد.

## بن مایه‌ها
- Sassanian elite cavalry AD ۲۲۴-۶۴۲ By Kaveh Farrokh، Angus McBride
- Rome’s Enemies (3): Parthians and Sassanid Persians By Peter Wilcox، Angus McBride
- A.D.H. Bivar، ‘Cavalry Equipment and Tactics on the Euphrates Frontier’، Dumbarton Oaks Papers ۲۶ (۱۹۷۲)
- Herodian، IV.۱۵٫۲-۳
- Abdolhossein Zarinkoob، Ruzgaran: tarikh-i Iran az aghz ta saqut saltnat Pahlvi، Sukhan، ۱۹۹۹.
- David Nicolle، Sassanian Armies: the Iranian empire early 3rd to mid-7th centuries AD (Montvert Publishing ۱۹۹۶). ISBN 1-874101-08-6
- Jane Penrose Rome and Her Enemies
- Herodotus: The histories ۱،۳،۵
- Xenophon:Anabasis books 2 and 3
- Plutarch’s Life of Alexander
- Quintus Rufus:a history of Alexander
- Philip Sidnell، Warhorse: Cavalry in Ancient Warfare
- Herodian، Roman History
- Ammianus Marcellinus، (۳۵۳ AD) Roman Antiquities، Boox XXV
- Dio، Cassius. Roman History: Book ۴۰، ۲۲٫۲
- Kaveh Farrokh. Roman History: Shadows in the desert: ancient Persia at war